# Agrilus bucephalus
Agrilus bucephalus é uma espécie de inseto do género Agrilus, família Buprestidae, ordem Coleoptera.
Foi descrita cientificamente por Daniel, 1903.